# Дуглас Чемберлен
Дуглас Ентоні Чемберлен (англ. Douglas Chamberlain; 4 квітня 1931, Кардіфф, Уельс — 21 травня 2025) — британський кардіолог, засновник першого у Європі парамедичного підрозділу, що стало революційним в догоспітальній клінічній допомозі.

## Ранні роки
Народився в Кардіффі 1931 року. Його батько продавав вугілля. У шкільні роки Дуглас не досяг успіхів; мав сильні труднощі з правопису та письма. Батьки віддали його до інтернату коледжу Реткліфф, приватної школи поблизу Лестера. Там шкільний директор зрозумів, що він дуже розумний, але має «нездатність розуміти письмове слово»; стан, який зараз називають дислексією. Додаткова допомога, яку йому надали, дозволила йому скласти вступний іспит до Квінз-коледжу в Кембриджі на факультет медицини.
Через складність розрізнення ліва та права, а також через те що Чемберлен надавав перевагу веслуванню, а не кімнаті для розтину він ледь не провалив іспит з анатомії. Чемберлена сплутали з сином відомого лікаря, це допомогло йому скласти іспит. 1953 року закінчив університет, здобувши ступінь бакалавра мистецтв, а пізніше — магістра мистецтв. Навчався в Медичному коледжі лікарні Святого Варфоломія, де 1956 році здобув кваліфікацію лікаря зі ступенем бакалавра медицини, бакалавра хірургії.

## Кар'єра
1957 року залишився в лікарні Святого Варфоломія. Перші дев'ять місяців працював лікарем-практикантом, а потім три місяці — хірургом-практикантом. Його керівник хірургічного відділення описував його як найгіршого хірурга в історії.
Обіймав посаду старшого ординатора в Королівській об'єднаній лікарні у Баті, а потім обійняв посаду штатного лікаря у заміському відділенні Національної кардіологічної лікарні в Мейдс-Мортон, Бакінгемшир, одночасно здобуваючи післядипломну освіту.
Вступив на національну службу 5 січня 1959 року, призначений до Королівського армійського медичного корпусу Британської армії у званні лейтенанта (службовий номер 459368) та направлений до Британського військового шпиталю в Ізерлоні. 5 січня 1960 року підвищений до капітана (виконувач обов'язків майора) та направлений до військового шпиталю у Райндалені.
Після недовгого періоду роботи в галузі торакальної медицини в лікарні Бромптон, у січні 1962 року повернувся до кардіології в лікарні святого Варфоломія як науковий реєстратор, а після закінчення терміну служби у грудні 1966 року підвищений до старшого реєстратора. Пропрацювавши 2 роки, 1968 року направлений до лікарні загального профілю Массачусетсу, де працював в лабораторії катетеризації серця, підрозділі кардіологічного відділення, і за рік повернувся до лікарні святого Варфоломія. Значна частина його досліджень була зосереджена на симпатичній нервовій системі, бета-блокаторах та кардіостимуляції.
З 1970 по 1991 рік працював у Королівській лікарні округу Сассекс кардіологом-консультантом, а згодом почесним консультантом.
З кінця 1970 року разом з анестезіологом Пітером Баскеттом навчав персонал швидкої допомоги реанімаційним заходам. Це стало ключовим моментом у розвитку професії парамедика, а робота Чемберлена та Баскетта згодом визнана зародженням парамедиків у Європі. Парамедиків зараз визнають самостійною та регламентованою професією, і їх досі визнають за їхні здібності в догляді за серцевими захворюваннями, що вперше виявив Чемберлен, коли у 1970-х роках і до середини 1990-х років навчав у Брайтоні медсестер, лікарів і працівників швидкої допомоги розпізнаванню ЕКГ та надання кардіохірургічної допомоги.
У цей період розробив «10 правил нормального ЕКГ», основу для інтерпретації ЕКГ, яка використовується в усьому світі донині.
Підтримував великий інтерес до реанімації та догоспітальної допомоги, а також відіграв певну роль у розвитку Європейської ради ресусцитації та Міжнародного комітету зв'язку з реанімації. У 80 років Чемберлен був почесним радником Фонду служби швидкої допомоги Південно-Східного узбережжя та Фонду служби швидкої допомоги Лондона.
Співредактор книги «Зупинка серця: наука та практика реанімації» – довідника з питань передової підтримки життя та реанімації. 2008 року став лавреатом премії Британської медичної асоціації з кардіології. Був почесним редактором журналу «Resuscitation», офіційного журналу Європейської ради з реанімації та автором або співавтором понад 200 статей.
Помер 21 травня 2025 року у 94 роки.

## Вшанування
Під час новорічної церемонії нагородження 1988 року призначений командором Ордена Британської імперії. У червні 1989 року призначений кавалером Ордена святого Іоанна. Крім того, лицар Ордена святого Григорія Великого та почесний член Коледжу парамедиків.
1989 року ушанований званням почесного доктора наук Сассекського, 2003 року Гертфордського та 2008 року Ковентрійського університетів.